# Morten Wieghorst
Morten Wieghorst (Glostrup, 25 febbraio 1971) è un allenatore di calcio ed ex calciatore danese, di ruolo centrocampista, attuale vice commissario tecnico della nazionale danese.

## Carriera

### Giocatore

#### Club
Ha iniziato la carriera con la maglia del Lyngby nel 1989 ed ha fatto parte della squadra che, nel 1990, ha vinto la Coppa di Danimarca. Dopo aver vinto anche il campionato, nel 1992 si è trasferito al Dundee.
Dopo tre anni con il Dundee, è stato acquistato dal Celtic nell'estate 1995. Nei primi due campionati è stato tormentato dagli infortuni e non ha giocato con regolarità. Nel campionato 1997-1998, è stato utilizzato in 31 delle 36 partite disputate dal Celtic nella Scottish Premier League. La squadra si è poi aggiudicata il titolo, dopo che per nove anni consecutivi questo era andato ai Rangers.
Nel 2000 gli è stata diagnosticata la sindrome di Guillain-Barré: ha quindi trascorso un anno in ospedale per curarsi ed è tornato in campo nel novembre 2001. Ha giocato due partite per il Celtic nel campionato 2001-2002, prima di tornare in Danimarca. Ha firmato, a parametro zero, per il Brøndby, nell'estate 2002 ed è diventato così uno dei primi acquisti dell'allenatore Michael Laudrup.
Nel primo anno al Brøndby nella partita contro il Farum ha segnato quattro reti, nella vittoria della sua squadra per 7-1. È stato poi nominato vice-capitano, dietro le spalle di Per Nielsen. Ha poi vinto la seconda Coppa di Danimarca nel 2003. Nello stesso anno ha vinto il premio di "Calciatore danese dell'anno".
Vincendo con la maglia del Brøndby sia il campionato che la coppa.
Nel maggio 2005 ha annunciato il ritiro per il termine della stagione.

#### Nazionale
Con la Nazionale danese ha giocato 30 partite e ha messo a segno 3 reti. Ha debuttato ad agosto 1994, quando è entrato in campo dopo l'intervallo e ha segnato la rete del due a uno nel match amichevole contro la Finlandia. Con la Nazionale danese, ha vinto la FIFA Confederations Cup 1995.
A causa di un infortunio, non è stato selezionato per il campionato d'Europa 1996, ma due anni più tardi ha partecipato al campionato del mondo 1998, dove ha giocato tre partite. Da ricordare, poi, è stato il match contro il Sudafrica, dove è stato espulso tre minuti dopo l'ingresso in campo. Nella partita decisiva della Danimarca, per la qualificazione al campionato d'Europa 2000, ha segnato nella vittoria per tre a due sull'Italia. Nella stessa gara, è stato poi espulso per doppia ammonizione, il che lo ha reso il primo calciatore della Danimarca ad essere espulso per più di una volta.
Dopo il ritorno in patria, al Brøndby, è tornato in Nazionale, prima ad agosto 2002 per affrontare la Scozia e poi per una serie di incontri con squadre asiatiche. Nella sfida contro l'Iran, l'arbitro ha concesso un rigore alla Danimarca, che effettivamente però non c'era. Wieghorst, dopo un consulto con Morten Olsen, suo commissario tecnico, ha sbagliato volontariamente il penalty. Questa scelta gli ha fatto vincere diversi premi per il fair play.

### Allenatore
Chiusa la carriera agonistica è diventato assistente dell'allenatore al Nordsjælland. Quando il tecnico Johnny Petersen ha lasciato la squadra, lui ne ha preso il posto.

## Statistiche

### Cronologia presenze e reti in nazionale
| Cronologia completa delle presenze e delle reti in nazionale ― Danimarca | Cronologia completa delle presenze e delle reti in nazionale ― Danimarca | Cronologia completa delle presenze e delle reti in nazionale ― Danimarca | Cronologia completa delle presenze e delle reti in nazionale ― Danimarca | Cronologia completa delle presenze e delle reti in nazionale ― Danimarca | Cronologia completa delle presenze e delle reti in nazionale ― Danimarca | Cronologia completa delle presenze e delle reti in nazionale ― Danimarca | Cronologia completa delle presenze e delle reti in nazionale ― Danimarca |
| Data                                                                     | Città                                                                    | In casa                                                                  | Risultato                                                                | Ospiti                                                                   | Competizione                                                             | Reti                                                                     | Note                                                                     |
| ------------------------------------------------------------------------ | ------------------------------------------------------------------------ | ------------------------------------------------------------------------ | ------------------------------------------------------------------------ | ------------------------------------------------------------------------ | ------------------------------------------------------------------------ | ------------------------------------------------------------------------ | ------------------------------------------------------------------------ |
| 17-8-1994                                                                | Copenaghen                                                               | Danimarca                                                                | 2 – 1                                                                    | Finlandia                                                                | Amichevole                                                               | 1                                                                        | 46’                                                                      |
| 8-1-1995                                                                 | Riyadh                                                                   | Arabia Saudita                                                           | 0 – 2                                                                    | Danimarca                                                                | Coppa re Fahd 1995 - 1º turno                                            | 1                                                                        | 78’                                                                      |
| 13-1-1995                                                                | Riyadh                                                                   | Argentina                                                                | 0 – 2                                                                    | Danimarca                                                                | Coppa re Fahd 1995 - Finale                                              | -                                                                        | 27’                                                                      |
| 31-5-1995                                                                | Helsinki                                                                 | Finlandia                                                                | 0 – 1                                                                    | Danimarca                                                                | Amichevole                                                               | -                                                                        |                                                                          |
| 11-10-1995                                                               | Copenaghen                                                               | Danimarca                                                                | 1 – 1                                                                    | Spagna                                                                   | Qual. Euro 1996                                                          | -                                                                        | 67’                                                                      |
| 10-9-1997                                                                | Copenaghen                                                               | Danimarca                                                                | 3 – 1                                                                    | Croazia                                                                  | Qual. Mondiali 1998                                                      | -                                                                        | 83’                                                                      |
| 11-10-1997                                                               | Amarousio                                                                | Grecia                                                                   | 0 – 0                                                                    | Danimarca                                                                | Qual. Mondiali 1998                                                      | -                                                                        | 56’                                                                      |
| 25-3-1998                                                                | Glasgow                                                                  | Scozia                                                                   | 0 – 1                                                                    | Danimarca                                                                | Amichevole                                                               | -                                                                        |                                                                          |
| 22-4-1998                                                                | Copenaghen                                                               | Danimarca                                                                | 0 – 2                                                                    | Norvegia                                                                 | Amichevole                                                               | -                                                                        | 62’                                                                      |
| 28-5-1998                                                                | Malmö                                                                    | Svezia                                                                   | 3 – 0                                                                    | Danimarca                                                                | Amichevole                                                               | -                                                                        | 69’                                                                      |
| 5-6-1998                                                                 | Copenaghen                                                               | Danimarca                                                                | 1 – 2                                                                    | Camerun                                                                  | Amichevole                                                               | -                                                                        | 76’                                                                      |
| 12-6-1998                                                                | Lens                                                                     | Arabia Saudita                                                           | 0 – 1                                                                    | Danimarca                                                                | Mondiali 1998 - 1º turno                                                 | -                                                                        | 12’ 65’                                                                  |
| 18-6-1998                                                                | Tolosa                                                                   | Danimarca                                                                | 1 – 1                                                                    | Sudafrica                                                                | Mondiali 1998 - 1º turno                                                 | -                                                                        | 82’ 85’                                                                  |
| 28-6-1998                                                                | Saint-Denis                                                              | Nigeria                                                                  | 1 – 4                                                                    | Danimarca                                                                | Mondiali 1998 - Ottavi di finale                                         | -                                                                        | 78’                                                                      |
| 18-8-1999                                                                | Copenaghen                                                               | Danimarca                                                                | 0 – 0                                                                    | Paesi Bassi                                                              | Amichevole                                                               | -                                                                        | 53’                                                                      |
| 4-9-1999                                                                 | Copenaghen                                                               | Danimarca                                                                | 2 – 1                                                                    | Svizzera                                                                 | Qual. Euro 2000                                                          | -                                                                        | 87’                                                                      |
| 8-9-1999                                                                 | Napoli                                                                   | Italia                                                                   | 2 – 3                                                                    | Danimarca                                                                | Qual. Euro 2000                                                          | 1                                                                        | 52’ 80’                                                                  |
| 10-10-1999                                                               | Copenaghen                                                               | Danimarca                                                                | 0 – 0                                                                    | Iran                                                                     | Amichevole                                                               | -                                                                        | 73’                                                                      |
| 21-8-2002                                                                | Glasgow                                                                  | Scozia                                                                   | 1 – 0                                                                    | Danimarca                                                                | Amichevole                                                               | -                                                                        | 66’                                                                      |
| 12-2-2003                                                                | Il Cairo                                                                 | Egitto                                                                   | 1 – 4                                                                    | Danimarca                                                                | Amichevole                                                               | -                                                                        | 46’                                                                      |
| 29-3-2003                                                                | Bucarest                                                                 | Romania                                                                  | 2 – 5                                                                    | Danimarca                                                                | Qual. Euro 2004                                                          | -                                                                        | 67’                                                                      |
| 2-4-2003                                                                 | Copenaghen                                                               | Danimarca                                                                | 0 – 2                                                                    | Bosnia ed Erzegovina                                                     | Qual. Euro 2004                                                          | -                                                                        | 60’ 70’                                                                  |
| 30-4-2003                                                                | Copenaghen                                                               | Danimarca                                                                | 1 – 0                                                                    | Ucraina                                                                  | Amichevole                                                               | -                                                                        |                                                                          |
| 7-6-2003                                                                 | Copenaghen                                                               | Danimarca                                                                | 1 – 0                                                                    | Norvegia                                                                 | Qual. Euro 2004                                                          | -                                                                        |                                                                          |
| 11-6-2003                                                                | Lussemburgo                                                              | Lussemburgo                                                              | 0 – 2                                                                    | Danimarca                                                                | Qual. Euro 2004                                                          | -                                                                        | 48’                                                                      |
| 20-8-2003                                                                | Copenaghen                                                               | Danimarca                                                                | 1 – 1                                                                    | Finlandia                                                                | Amichevole                                                               | -                                                                        | 46’                                                                      |
| 10-9-2003                                                                | Copenaghen                                                               | Danimarca                                                                | 2 – 2                                                                    | Romania                                                                  | Qual. Euro 2004                                                          | -                                                                        | 63’                                                                      |
| 11-10-2003                                                               | Sarajevo                                                                 | Bosnia ed Erzegovina                                                     | 1 – 1                                                                    | Danimarca                                                                | Qual. Euro 2004                                                          | -                                                                        |                                                                          |
| 16-11-2003                                                               | Manchester                                                               | Inghilterra                                                              | 2 – 3                                                                    | Danimarca                                                                | Amichevole                                                               | -                                                                        | 29’                                                                      |
| 18-1-2004                                                                | Carson City                                                              | Stati Uniti                                                              | 1 – 1                                                                    | Danimarca                                                                | Amichevole                                                               | -                                                                        | 74’                                                                      |
| 28-4-2004                                                                | Copenaghen                                                               | Danimarca                                                                | 1 – 0                                                                    | Scozia                                                                   | Amichevole                                                               | -                                                                        | 80’                                                                      |
| Totale                                                                   |                                                                          | Presenze                                                                 | 31                                                                       |                                                                          | Reti                                                                     | 3                                                                        |                                                                          |

## Palmarès

### Giocatore

#### Club
- Campionato danese: 2

Lyngby: 1992-1993
Brøndby: 2004-2005
- Coppa di Danimarca: 3

Lyngby: 1989-1990
Brøndby: 2002-2003, 2004-2005
- Campionato scozzese: 1

Celtic: 1997-1998
- Coppa di Lega scozzese: 1

Celtic: 1997-1998

#### Nazionale
- Confederations Cup: 1

Danimarca: 1995

#### Individuale
- Calciatore danese dell'anno: 1

2003